# Tupistra
Tupistra is een geslacht uit de aspergefamilie. De soorten komen voor van het zuiden van China tot in Indonesië.

## Soorten
- Tupistra clarkei
- Tupistra elegans
- Tupistra fungilliformis
- Tupistra grandis
- Tupistra grandistigma
- Tupistra kressii
- Tupistra laotica
- Tupistra malaiana
- Tupistra muricata
- Tupistra nutans
- Tupistra ochracea
- Tupistra penangensis
- Tupistra pingbianensis
- Tupistra robusta
- Tupistra squalida
- Tupistra stoliczana
- Tupistra sumatrensis
- Tupistra theana
- Tupistra tupistroides
- Tupistra urceolata
- Tupistra violacea